# Chris Antley
Christopher "Chris" Wiley Antley, född 6 januari 1966 i Fort Lauderdale i Florida i USA, död 2 december 2000 i Pasadena i Kalifornien i USA, var en amerikansk jockey. Han valdes postumt in i United States Racing Hall of Fame 2015. Han tog under sin karriär 3480 segrar.

## Karriär
Antley föddes i Fort Lauderdale i Florida, och växte upp i Elloree i South Carolina. Då han var sexton år gammal hoppade han av skolan för att satsa på en professionellt karriär som jockey vid Pimlico Race Course i Baltimore i Maryland. Hans första seger kom tillsammans med hästen Vaya Con Dinero, och Antley lämnade snart Maryland för att tävla i New York och New Jersey. Då han var 18 år gammal blev han nationell jockeychampion, då han tagit 469 segrar.
Antley fick tidigt problem med droger, och i slutet av 1980-talet skrevs han in på en missbruksklinik. 1987 blev han den första ryttaren som vann 9 lopp på 9 olika hästar på en enda dag och 1989 vann han minst ett lopp om dagen, 64 dagar i sträck.
1990 flyttade Antley till Kalifornien, och 1991 red han Strike the Gold till seger i Kentucky Derby. 1997 gick han i tillfällig pension för att hantera vikt- och drogproblem. 1999 gjorde Antley comeback, och red då D. Wayne Lukas-tränade Charismatic, som han segrade tillsammans med i Kentucky Derby och Preakness Stakes samma år.
I 1999 års upplaga av Belmont Stakes slutade Charismatic på tredje plats efter att ha skadat benet på upploppet. Antley hoppade av hästen efter mållinjen och försökte hålla honom lugn. Delvis på grund av Antleys ansträngningar återhämtade sig Charismatic för att vara verksam som avelshingst efter en operation.

### Död
I december 2000 hittades Antley död på golvet i sitt hem i Pasadena Hans död utreddes av polisen som misstänkt mord,  men utredningsrapporten visade att Antley hade dött av överdosering av flera droger, och skadorna var sannolikt relaterade till ett fall som orsakades av drogerna.